# Части тела (сезон 1)
«Ча́сти те́ла» (англ. Nip/Tuck) — американская телевизионная драма, созданная Райаном Мёрфи и выходившая в эфир с 2003 по 2010 год.

## Сюжет
Шон Макнамара и Кристиан Трой — лучшие друзья и совладельцы частной клиники «Макнамара-Трой», специализирующейся на пластических операциях. У Шона есть жена, дети, он примерный семьянин, а Кристиан — ловелас и прожигатель жизни.
Но мало кто знает, что в семье Шона назрел кризис, мужчина пытается не допустить разрыв брака. Кристиан проводит теневые коммерческие сделки, что часто приводит к проблемам в клинике. Шон же относится к своей работе серьёзно и часто должен устранять ошибки Кристиана. Неизвестный вандал уродует машины Кристиана. Он подозревает одну из своих бывших любовниц. В это время брак Шона с Джулией начал давать трещину, и ответственный ранее Шон завел роман с пациенткой по имени Меган О’Хэра, потерявшей грудь в ходе лечения от рака. Джулия вернулась к учёбе в Медицинский колледж, который она была вынуждена оставить в юности из-за рождения старшего сына Мэтта.
Кристиан узнает, что он — отец ребёнка, которого родила Джина — Кристиан встретил её в Клубе Анонимных Сексоголиков. Однако после родов, становится понятно, что Кристиан — не отец ребёнка, но мужчина решает воспитывать его, как своего.

## В ролях

### Основной состав
- Дилан Уолш — Шон Макнамара
- Джулиан Макмэхон — Кристиан Трой
- Джон Хенсли — Мэтт Макнамара
- Джоэли Ричардсон — Джулия Макнамара
- Валери Круз — Грейс Сантьяго

### Приглашённые звёзды
- Джессалин Гилсиг — Джина Руссо
- Келси Бэтилан — Энни МакНамара
- Джонатан Дэл Арко — София Лопес
- Джули Уорнер — Меган О’Хара
- Кейт Мара — Ванесса Бартоломью
- София Буш — Ридли Лэнг
- Филлип Рис — Джуд Сойер
- Эндрю Лидс — Генри Шапиро
- Келли Карлсон — Кимбер Генри
- Джои Слотник — Мэррилл Боболит
- Рома Маффия — Лиз Уинтерс
- Рут Уилльямсон — Миссис Гедда Грубман
- Кери Линн Пратт — Кара Фицджеральд
- Роберт ЛаСардо — Эскобар Галлардо
- Габриэль Картерис — Элли Коллинз

## Список эпизодов
| Эпизод | Название                  | Дата выхода в эфир | Режиссёр          | Сценаристы                   |
| --- | ------------------------- | ------------------ | ----------------- | ---------------------------- |
| |                           |                    |                   |                              |
| 1x01 | Pilot — McNamara / Troy   | 22 июля 2003       | Райан Мёрфи       | Райан Мёрфи                  |
| Кристиан Трой и Шон МакНамара - пластические хирурги, практикующие в Майами. Их методы работы отличаются, и когда Кристиан соглашается за 300 тысяч долларов сделать операцию по смене лица скрывающемуся от босса гангстеру, дружба двух мужчин оказывается под угрозой. Жена Шона, Джули, не может найти своего места в жизни и медленно умирает, сидя дома с детьми - в колледже она была влюблена в Кристиана и провела с ним одну ночь до того, как вышла за Шона. Джули смывает Фриски, морскую свинку дочери Энни, в туалет. Начинающая модель Кимбер Генри становится новой любовницей Кристиана и с досадой узнаёт, что он бабник. Мэтт, сын Шона, просит Кристиаа сделать ему обрезание, так как его девушка не хочет заняться с ним впервые сексом из-за этого. |                           |                    |                   |                              |
| |                           |                    |                   |                              |
| 1x02 | Mandi / Randi             | 29 июля 2003       | Райан Мёрфи       | Райан Мёрфи                  |
| У Шона и Кристиана возникают разногласия насчёт психотерапевта, которого они хотят нанять в свою клинику. Между тем, Шон проявляет профессиональный и личный интерес к психологу - обворожительной Грейс Сантьяго. В клинике появляются новые пациенты - сёстры-близняшки, желающие изменить свои лица, чтобы окружающие могли отличать их друг от друга. Чувства к Джулии начинают портить интимную жизнь Кристиана. Чтобы угодить своей подружке Ванессе, Мэтт решает сам сделать себе операцию по обрезанию. Между тем, Шон пытается уговорить своего анестезиолога Лиз вернуться на работу. |                           |                    |                   |                              |
| |                           |                    |                   |                              |
| 1x03 | Nanette Babcock           | 5 августа 2003     | Лоуренс Триллинг  | Райан Мёрфи                  |
| Шон восстанавливает пенис сына после неудачной попытки само-обрезания. Мэтт узнаёт правду о Ванессе. Пожилая клиентка миссис Грубман угрожает засудить Шона и Кристиана за врачебную оплошность, если те откажутся оперировать её бесплатно. Женщина хочет сделать операцию перед встречей выпускников, но Грейс и Шон считают, что её психологическое состояние не стабильно. |                           |                    |                   |                              |
| |                           |                    |                   |                              |
| 1x04 | Sofia Lopez               | 12 августа 2003    | Майкл М. Робин    | Шон Яблонски                 |
| Шон исправляет последствия халатной работы врача у пациента, решившего сменить пол. Джули решает продолжить обучение и получить медицинское образование - на занятиях она знакомится с очаровательным одногруппником Джудом. Кристиан считает, что порно-звёзды - идеальные клиентки для их клиники и отличная реклама. Конкурент Шона и Кристиана, доктор Мэррилл Боболит, предлагает Кристиану место партнёра в своей клинике. |                           |                    |                   |                              |
| |                           |                    |                   |                              |
| 1x05 | Kurt Dempsey              | 19 августа 2003    | Элоди Кин         | Лин Грин и Ричард Левин      |
| Джулия узнаёт, что беременна. Когда Грейс узнаёт, что у Кристиана была интимная связь с пациенткой прямо в клинике, она предлагает ему начать посещение встреч Анонимных Сексоголиков. На занятиях Кристиан знакомится с руководителем группы Джиной Руссо, которая тут же оказывается в его постели. Мужчина просит изменить разрез глаз, чтобы получить благословение родителей его японской невесты. Женщина просит исправить ей нос, который она сломала в результате аварии, однако Шон и Грейс вскоре понимают, что в этом деле не всё так, как кажется. |                           |                    |                   |                              |
| |                           |                    |                   |                              |
| 1x06 | Megan O’Hara              | 2 сентября 2003    | Крэйг Зиск        | Дженнифер Солт               |
| Шон симпатизирует женщине по имени Меган, прошедшей через испытание раком и решившей восстановить свою грудь. Кристиан подозревает, что Кимбер занимается вандализмом, чтобы отомстить ему — кто-то изуродовал машину и лодку мужчины. Ванесса переживает, что её возлюбленная Ридли теряет к ней интерес и предлагает Мэтту секс втроём. Женщина просит удалить лишний жир перед свиданием вслепую с мужчиной её мечты. |                           |                    |                   |                              |
| |                           |                    |                   |                              |
| 1x07 | Cliff Mantegna            | 9 сентября 2003    | Скотт Брэзил      | Брэд Фолчак                  |
| От своего клиента Кристиан узнаёт о свинг-клубе. На вечеринку Кристиан приглашает Кимбер. Джуд начинает работать в качестве интерна в клинике Кристиана и Шона, а Шон начинает ревновать жену. Джули застаёт сына за групповым сексом и решает обсудить ситуацию вместе с родителями девочек - встреча заканчивается неожиданными откровениями и разочарованием для многих её участников. Судьба вновь сталкивает Шона и Меган. |                           |                    |                   |                              |
| |                           |                    |                   |                              |
| 1x08 | Cara Fitzgerald           | 16 сентября 2003   | Джейми Рэббит     | Райан Мёрфи                  |
| Находясь под действием марихуаны, Мэтт и его друг Генри сбивают девочку по имени Кара Фицджеральд, которая учится в одной школе с ними. Грейс узнаёт о романе Шона и Меган. Строгая мать Кары и убеждённая христианка отказывает от операции по восстановлению изуродованного лица дочери. Священник, решивший удалить родимое пятно из области гениталий, оказывается подозреваемым в совращении нескольких мальчиков. Для Кристиана эта ситуация становится личным делом - в детстве его насиловал отчим. |                           |                    |                   |                              |
| |                           |                    |                   |                              |
| 1x09 | Sofia Lopez, Part II      | 23 сентября 2003   | Нельсон МакКормик | Шон Яблонски                 |
| Мэтт узнаёт о романе отца с Меган. Меган говорит Шону, что рак вернулся, и её уже не излечить. Устав от романа с Кимбер, Кристиан заключает сделку с Мэрриллом Боболитом, обменяв девушку на машину. Джули узнаёт, что Джуд подрабатывает эскортом. София Лопес возвращается в клинику, чтобы продолжить серию операций по перемене пола, но её планы меняются, когда она влюбляется в Лиз. |                           |                    |                   |                              |
| |                           |                    |                   |                              |
| 1x10 | Adelle Coffin             | 30 сентября 2003   | Майкл М. Робин    | Дэл Чендлер и Райан Мёрфи    |
| Шон и Кристиан готовятся к сдаче тестов по переаттестации. Миссис Грубман и её муж Самнер собираются сделать операцию по омоложению половых органов. |                           |                    |                   |                              |
| |                           |                    |                   |                              |
| 1x11 | Montana / Sassy / Justice | 7 октября 2003     | Майкл М. Робин    | Лин Грин и Ричард Левин      |
| Джина говорит Кристиану, что беременна и что у него есть неделя на то, чтобы решить - нужен ли ему этот ребёнок или нет. Мэтт узнаёт, что Генри влюбился в Кару, которая хочет пригласить на школьный бал Мэтта. Новый пациент клиники страдает от многих личностей, уживающихся в её голове - каждая из них требует различные пластические операции. |                           |                    |                   |                              |
| |                           |                    |                   |                              |
| 1x12 | Antonia Ramos             | 14 октября 2003    | Элоди Кин         | Дженнфиер Солт и Брэд Фолчак |
| Кристиан и Шон вынуждены извлекать наркотики из груди девушек, перевозящих контрабанду в США, иначе Эскобар Галлардо расскажет всем о то, что произошло со совратившим его малолетнюю дочь подчинённым, чьё тело врачи скормили крокодилам. Кристиан готовится к рождению ребёнка и хочет стать семейным человеком. Джули знакомится с Софией Лопес, и вскоре между ними завязывается дружба, на пути которой становятся женщины из спортзала, куда записалась София. |                           |                    |                   |                              |
| |                           |                    |                   |                              |
| 1x13 | Escobar Gallardo          | 21 октября 2003    | Райан Мёрфи       | Райан Мёрфи                  |
| Шон собирается убить Эскобара, чтобы защитить свою семью и бизнес. Джули узнаёт, кто настоящий отец Мэтта. Кимбер и Мэррилл обручены. У Джины начинаются роды, и вскоре на свет появляется малыш Уилбер - появление ребёнка на свет становится шокирующим откровением для Кристиана. |                           |                    |                   |                              |
| |                           |                    |                   |                              |